# Iglesia de la Asunción de Nuestra Señora (Bujanda)
La iglesia de la Asunción de Nuestra Señora es un edificio situado en el concejo español de Bujanda, en la provincia de Álava.

## Descripción
El edificio se encuentra en el concejo español de Bujanda, del municipio de Campezo, perteneciente a la provincia de Álava, en la comunidad autónoma del País Vasco. Aunque fue de la advocación de la Degollación de San Juan, en la actualidad es de la Asunción de Nuestra Señora. Se menciona como iglesia parroquial del lugar en el cuarto volumen del Diccionario geográfico-estadístico-histórico de España y sus posesiones de Ultramar de Pascual Madoz, donde aparece descrita con las siguientes palabras: «una parr. (la Degollacion de San Juan Bautista), en la cual se venera el cuerpo incorrupto de San Fausto, aneja de la de Campezo, y servida por un cura cuyo destino fué creado en 30 de junio de 1785». En el tomo de la Geografía general del País Vasco-Navarro dedicado a Álava y escrito por Vicente Vera y López, se dice lo siguiente: «Su parroquia, de categoría rural de segunda, está dedicado á la degollación de San Juan Bautista y pertenece al arciprestazgo de Campezo».